# Tablettask

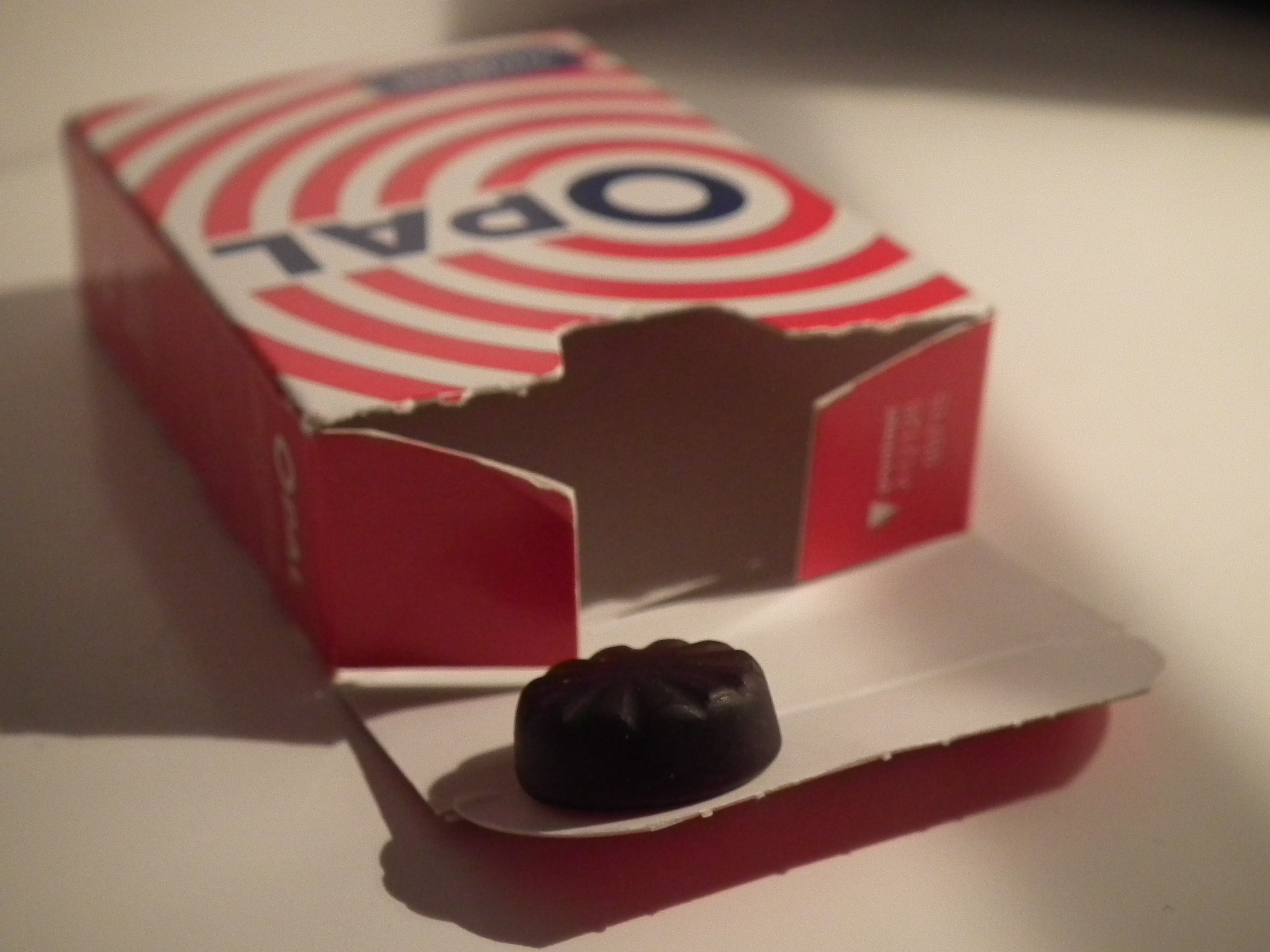
En liggande tablettask med en tablett.

En tablettask är en ask i kartong som innehåller godistabletter. Askarna är oftast små och innehållet brukar väga omkring 25 gram. Tablettaskar säljs löst, men de kan även ingå i mixade godispåsar.

## Sverige
Sveriges första tablettask i papper var Röda Ugglan från 1926. Den första svenska tablettasken för barn är troligen Pimpim (hallonbåtar) som tillverkats sedan 1932. Det var först på 1950-talet som tablettaskar för barn slog igenom och på 1970-talet som tablettaskarna hade sin storhetstid. Ett annat klassiskt exempel på tablettask är Läkerol.
På många traditionella askar står det "öppnas här" på en liten flik som skall tryckas in för att man ska kunna öppna det invändiga locket på asken. Modernare varianter kan istället ha ett utvändigt lock.

## Bildgalleri

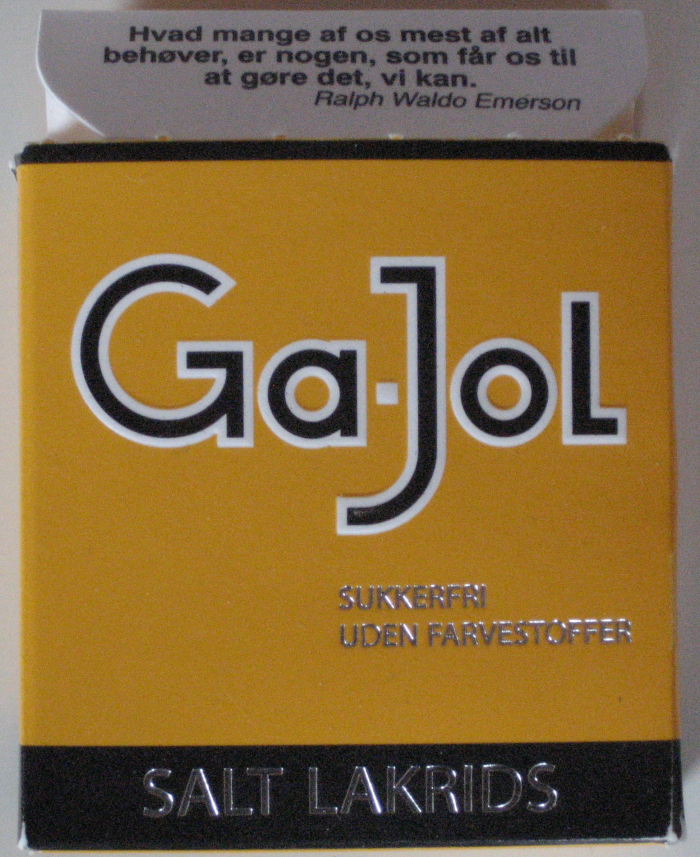
En tablettask med invändig förslutning.
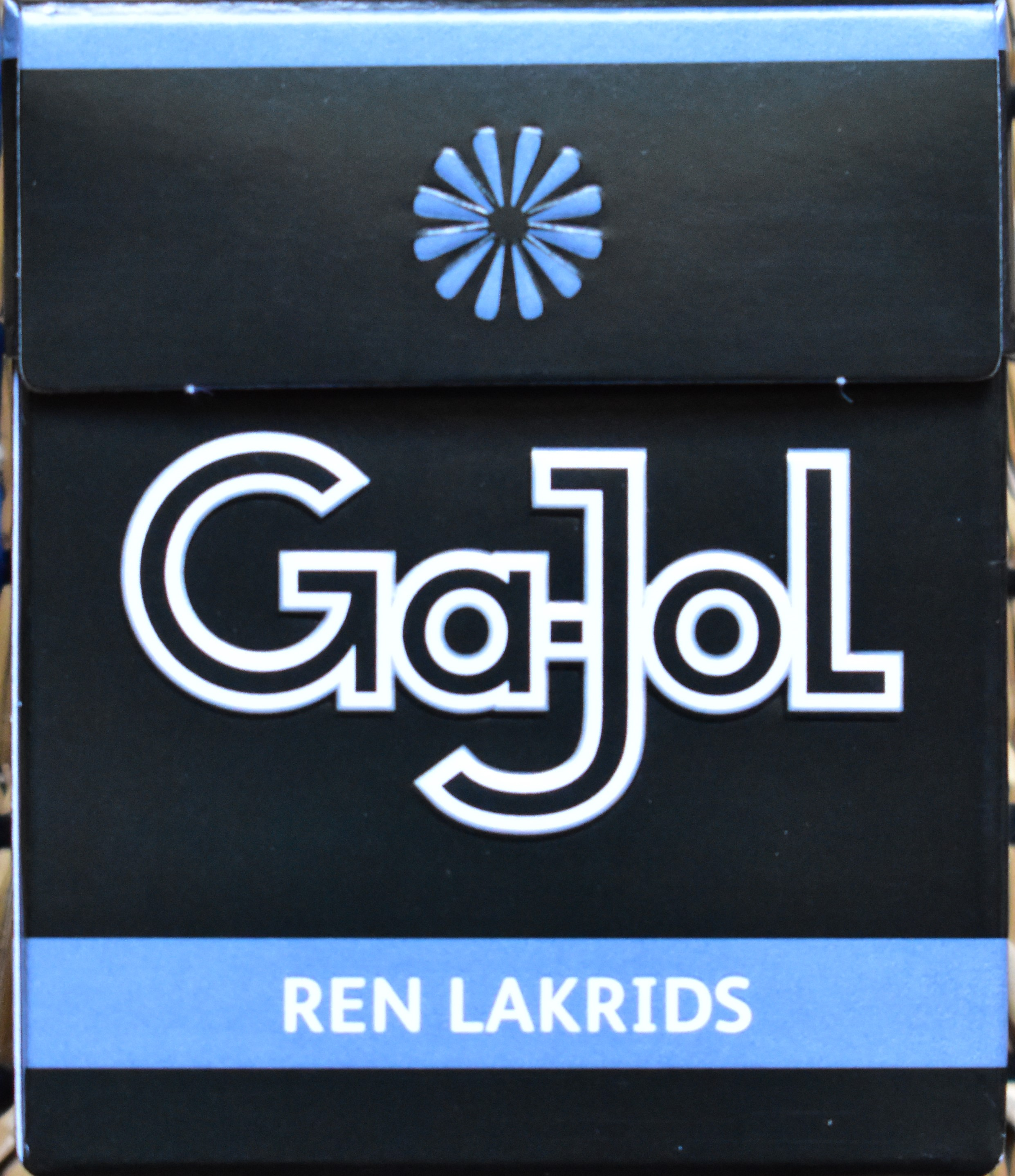
En tablettask med utvändig förslutning.